# Kirkiaceae
Die Kirkiaceae sind eine Pflanzenfamilie innerhalb der Ordnung der Seifenbaumartigen (Sapindales). Die etwa sechs Arten sind im tropischen und südlichen Afrika und auf Madagaskar verbreitet.

## Beschreibung
Es sind Bäume oder Sträucher. Die wechselständig oder spiralig am Zweig angeordneten, gestielten Laubblätter sind gefiedert; die Fiederblättchen sind oft gezähnt. 
Sie sind einhäusig getrenntgeschlechtig (monözisch). Die Blüten stehen in zymösen Blütenständen zusammengefasst. Die kleinen, eingeschlechtigen Blüten sind vierzählig. Die Blütenhüllblätter sind in Kelch- und Kronblätter gegliedert. Es ist nur ein Kreis mit vier freien, fertilen Staubblätter vorhanden. Es ist ein Diskus vorhanden. Vier Fruchtblätter sind zu einem oberständigen Fruchtknoten verwachsen. Die Frucht hat vier Flügel.

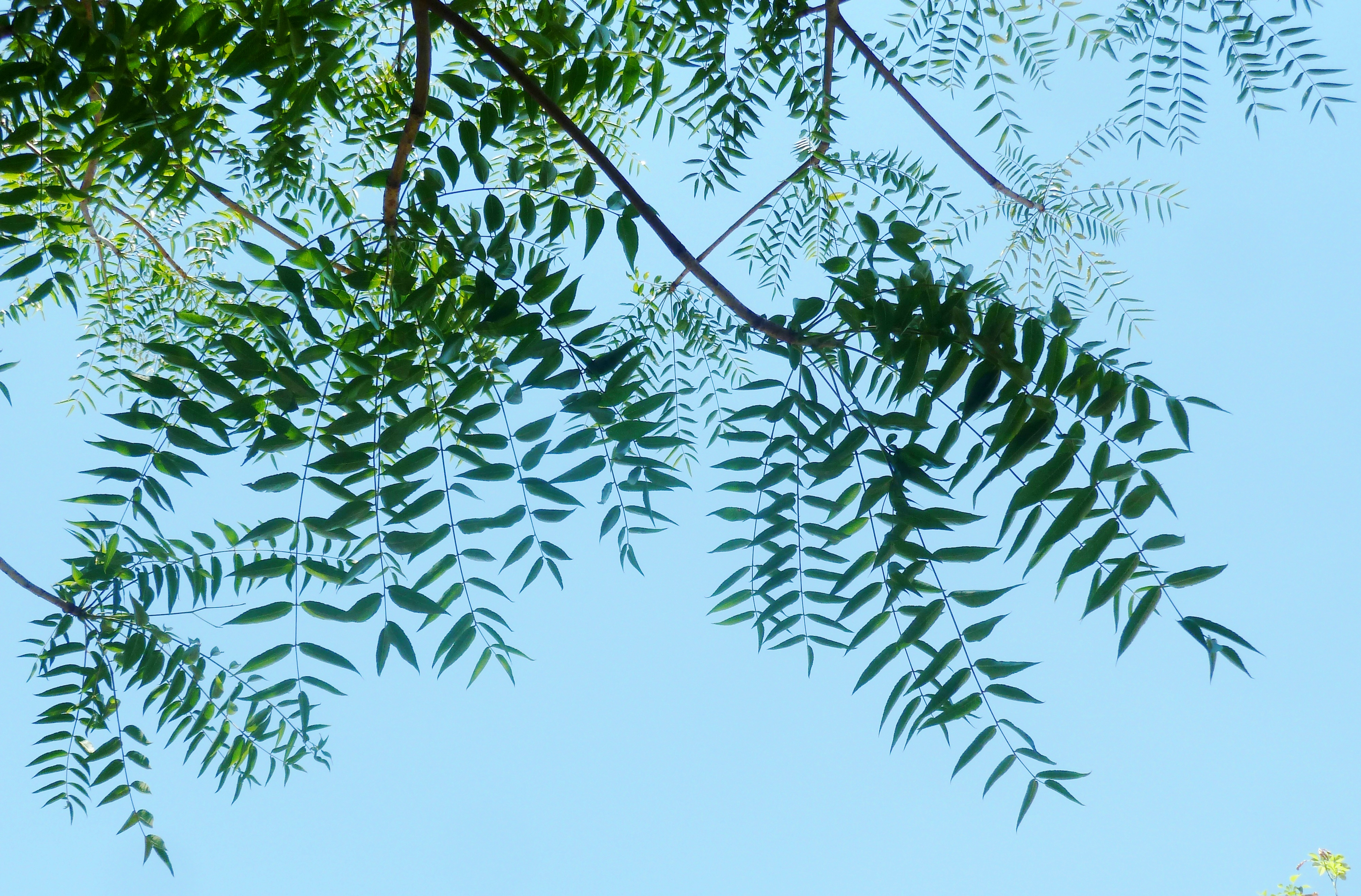
Kirkia acuminata

## Systematik
Adolf Engler stellte 1931 eine Unterfamilie Kirkioideae innerhalb der Simaroubaceae in Die natürlichen Pflanzenfamilien, 2. Auflage auf. 1967 gab ihr Armen Tachtadschjan in Sistema i Filogeniia Tsvetkovykh Rastenii, S. 321 den Rang einer Familie Kirkiaceae. Typusgattung ist Kirkia Oliv. Der Gattungsname Kirkia ehrt den Schotten Sir John Kirk (1832–1922); er war ein Begleiter von David Livingstone und sammelte Pflanzen.
Zur Familie Kirkiaceae gehören nur ein oder zwei Gattungen mit etwa sechs Arten:
- Kirkia Oliv.: Die etwa fünf Arten kommen im tropischen und südlichen Afrika vor. Darunter:
  - Kirkia acuminata Oliv.: Sie kommt im südlichen tropischen Afrika, in Zaire und im südlichen Afrika vor.[2]
  - Kirkia wilmsii Engl.: Sie kommt in der südafrikanischen Provinz Transvaal vor.[2]
- Pleiokirkia Capuron: Sie enthält nur eine Art:
  - Pleiokirkia leandrii Capuron: Sie kommt in Madagaskar nur in der Provinz Mahajanga vor. Das Holz soll nach Honig riechen.